# Ornamentula paraensis
Ornamentula paraensis är en djurart som tillhör fylumet bukhårsdjur, och som beskrevs av Kisielewski 1991. Ornamentula paraensis ingår i släktet Ornamentula och familjen Dasydytidae. Inga underarter finns listade i Catalogue of Life.